# Mary Teuw Niane
Pour les articles homonymes, voir Niane.
Mary Teuw Niane est le Directeur de cabinet du Président de la République du Sénégal et mathématicien sénégalais né le 15 juillet 1954 à Dakar Bango Saint-Louis (Sénégal). Professeur titulaire de classe exceptionnelle, cet ancien recteur et président de l'Assemblée de l'université Gaston-Berger de Saint-Louis (Sénégal) de 2006 à 2012 a été nommé Ministre de l'Enseignement supérieur de la Recherche et de l'Innovation du Sénégal du 29 octobre 2012 au 7 avril 2019.

## Biographie
Après des études primaires et secondaires  à Saint-Louis du Sénégal. Il poursuit en classe préparatoire aux grandes écoles en France à Tours et intègre l'école nationale supérieure d'électrotechnique, d'électronique, d'informatique, d'hydraulique et des télécommunications (ENSEEIHT) de Toulouse en électrotechnique en 1978. Il continue ses études en mathématiques : licence puis maitrise de mathématiques pures, suivi d'un mémoire de DEA portant sur les solutions périodiques de systèmes différentiels ordinaires avec petits paramètres en 1981.
De retour au Sénégal il soutient successivement en 1984 une thèse de doctorat de troisième cycle sur l'approximation  polyèdrale d’une fonction convexe s.c.i. et son application à l’optimisation vectorielle, puis en 1990 une thèse d'état Régularité, contrôlabilité exacte et contrôlabilité spectrale de l’équation des ondes et de l’équation des plaques vibrantes.
Il mène parallèlement une carrière d'enseignant à la faculté de sciences de Dakar (1983 - 1986) et à l'école polytechnique de Thiès (1984-1986) tout en travaillant dans le laboratoire d’Analyse des Systèmes du Collège de France à Paris sous la direction du professeur Pierre Grisvard.
À partir de 1990, il enseigne à  l’Université de Saint-Louis d'abord en Mathématiques appliquées et en Informatique en tant que chargé d'enseignement puis maitre de conférence, puis vice-président (1999) et enfin recteur (2006-2012).
En 1993, il devient secrétaire général de la société mathématique du Sénégal, puis président de cette association (1996 - 2004). De 2000 à 2004, il est membre du Bureau Exécutif de l’Union mathématique africaine (UMA).
De 2004 à 2008, il prend la responsabilité de la région Afrique de l’Ouest ZONE II de l’Initiative du Millénaire pour la Science en Mathématiques pour l’Afrique (AMMSI).
En 2012, il est nommé ministre de l'Enseignement supérieur de la Recherche et de l'Innovation, poste qu'il occupe jusqu'en 2019. Durant sa charge ministérielle, il développe les possibilités de formation supérieure au Sénégal, l'université virtuelle du Sénégal, et il promeut l'accès et la réussite des femmes à l'université,. Il accueille en novembre 2018 à Dakar la première édition africaine du Forum Galien, placée sous le patronage du président Macky Sall.
En mai 2020, il est nommé par Macky Sall président du conseil d’administration de la société Petrosen.
En janvier 2022, il est candidat à la mairie de Saint-Louis-du-Sénégal contre le maire sortant, ministre des Transports et beau-frère de Macky Sall, Mansour Faye. Celui-ci gagne finalement l'élection.
En juillet 2022, Mary Teuw Niane démissionne de son poste de président du conseil d'administration de Petrosen. 

## Distinctions
- Officier dans l’Ordre national du Lion de la République du Sénégal, décret no 2009-313 du 2 avril 2009.
- Chevalier de l'ordre des Palmes académiques, République française, 26 février 2009.
- Président du Jury du Grand Prix du Président de la République du Sénégal pour les Sciences, session 2002.
- Chevalier dans l’Ordre National du Lion du Sénégal (décret no 2001-254 du 23 mars 2001).
- Chevalier dans l’Ordre des Palmes académiques du Sénégal (1998).

## Sources
- [vidéo] LeuzTV, « Mary Teuw Niane », sur YouTube (consulté le 20 avril 2022).